# Cochliogonus
Cochliogonus är ett släkte av mångfotingar. Cochliogonus ingår i familjen Spirostreptidae.
Kladogram enligt Catalogue of Life:
| Cochliogonus | \| \| Cochliogonus claviger \| \| \| \| \| \| Cochliogonus subsericeus \| \| \| \| \| \| Cochliogonus vulgatus \| \| \| \| |
|              | \| \| Cochliogonus claviger \| \| \| \| \| \| Cochliogonus subsericeus \| \| \| \| \| \| Cochliogonus vulgatus \| \| \| \| |
|              | Cochliogonus claviger |
|              | |
|              | Cochliogonus subsericeus                                                                                                   |
|              | |
|              | Cochliogonus vulgatus |
|              | |